# Frédéric Tuscan
Frédéric Tuscan es un deportista francés que compitió en escalada. Ganó una medalla de plata en el Campeonato Mundial de Escalada de 2001, en la prueba de bloques.

## Palmarés internacional
| Campeonato Mundial | Campeonato Mundial | Campeonato Mundial | Campeonato Mundial |
| Año                | Lugar              | Medalla            | Prueba             |
| ------------------ | ------------------ | ------------------ | ------------------ |
| 2001               | Winterthur (Suiza) | Medalla de plata   | Bloques            |